# Michel Rodange
Michel Rodange né le 3 janvier 1827 à Waldbillig et mort le 27 août 1876 à Luxembourg, est un écrivain et poète luxembourgeois, surtout connu pour son épopée nationale, le Renert.

## Biographie
Rodange est né à Waldbillig. Il était instituteur de profession, enseignant à Steinsel et Larochette.
Son œuvre la plus notable est Rénart le renard, publié en 1872. 
Le lycée Michel-Rodange à Luxembourg est à son nom. Il est le père d'Albert Rodange (lb), le co-concepteur du pont Adolphe à Luxembourg.